# Augustin Gimmi
Pour les articles homonymes, voir Gimmi.
Augustin Gimmi ou Augustinus Gimmi, né le 8 octobre 1631 à Constance et mort le 19 octobre 1696 probablement à Kreuzlingen, est un abbé.

## Biographie
Il est abbé (sous le nom d'Augustin Ier) du chapitre de chanoines régulier de l'Abbaye de Kreuzlingen entre 1660 et 1696.